# Wirichsbongardstor
Das Wirichsbongardstor war ein Stadttor der äußeren Stadtmauer der Stadt Aachen. Über das heute nicht mehr existierende Gebäude ist wenig bekannt.

## Allgemeines
Das Wirichsbongardstor befand sich im Südosten Aachens im Bereich der heutigen Theaterstraße. Vom Marschiertor trennte es in der Stadtmauer lediglich der Krichelenturm, während Schildturm, Pulvertürmchen und Rotkugelturm zwischen ihm und dem Adalbertstor lagen. Seine genaue Position konnte erst vor wenigen Jahren durch Tiefbauarbeiten bestimmt werden.

## Geschichte
Über das Stadttor liegen nur wenige gesicherte historische Daten vor. Auf der Stadtansicht Aachens von Georg Braun und Frans Hogenberg von 1576 hieß es Wijngart Boghart poortz, auf der Johannes Blaeuschen Karte von 1649 Wingartz Bongart poortz. Wingart(z) ist frühneuhochdeutsch für Weingarten, Bongart für Obstgarten, weswegen das Tor auch Weinbergstor hieß. Sein Baujahr ist nicht überliefert. Bekannt ist, dass es im Jahre 1648 geschlossen wurde. Das Nutzungsrecht über das Gebäude besaßen die Vögte von Burtscheid. Es diente über Jahre als Lagerraum für die Burgherren der Burg Frankenberg. Zu Beginn des 18. Jahrhunderts änderte sich sein Verwendungszweck. Es wurde zur Windmühle umgebaut. Die Mühle, die Eigentum der Stadt war, teilweise aber auch von Bäckern gepachtet werden konnte, sollte in Notzeiten dazu dienen, dringend erforderliches Mehl zu mahlen. Unterlagen aus dem Jahre 1847 belegen, dass zu dieser Zeit noch Teile des Stadttores vorhanden waren. Danach verliert sich seine Spur. Bei Baggerarbeiten zur Errichtung eines Neubaus stieß man auf Mauerreste, die eindeutig die genaue Position des ehemaligen Gebäudes belegen.

## Architektur
Das Wirichsbongardstor war ein vierstöckiger Rechteckbau mit einer Breite von 14 Metern und eine Tiefe von 11,50 Metern. Ursprünglich war der obere Teil des Stadttores vorkragend und aus Stein gefertigt, mit hohem Walmdach. Dies änderte sich beim Umbau zur Windmühle. Hier wurde für den oberen Bereich Holz benutzt. Die Mühle besaß ein Vortor, das sich bei fast allen Stadttoren Aachens findet. Im Falle des Wirichbongardstores handelte es sich um einen einfachen Vierkantbau.